# Balta, Mehedinți
Balta este satul de reședință al comunei cu același nume din județul Mehedinți, Oltenia, România. Se află în partea de nord a județului, în Podișul Mehedinți.

## Vezi și

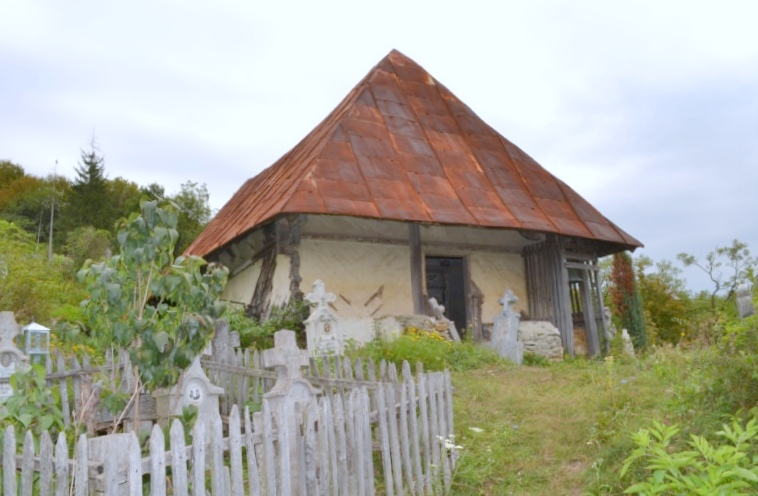
Biserica de lemn din Balta

- Biserica de lemn din Balta